# (2066) Palala
(2066) Palala es un asteroide perteneciente al cinturón de asteroides, descubierto el 4 de junio de 1934 por el astrónomo sudafricano Cyril V. Jackson desde el observatorio Union de Johannesburgo, República Sudafricana.

## Designación y nombre
Designado provisionalmente como 1934 LB. Fue nombrado en homenaje al río Palala, afluente del río Limpopo de Sudáfrica.